# Biblioteca della Società Geografica Italiana
La biblioteca della Società Geografica Italiana, che ha sede a Roma nella villa Celimontana, venne fondata a Firenze nel 1867, ed è « la più importante raccolta libraria geografica d'Italia, e tra le maggiori d'Europa ».

## Storia
Le prime acquisizioni furono costituite da donazioni dei fondatori (ad iniziare dal primo presidente della Società, Cristoforo Negri).
Nel 1872, per lo spostamento della capitale del novello Stato italiano, il sodalizio, patrimonio librario compreso, venne trasferito a Roma.
Nell'estate 1892 la Società (e con essa la biblioteca) si spostò dalla sede in via del Collegio Romano 26 a via del Plebiscito n. 102, a palazzo Grazioli. Partì in quel periodo l'opera di catalogazione dei libri e delle carte.
I problemi di spazio che dopo il primo conflitto mondiale si erano creati, « furono risolti nel 1925 quando, per interessamento del presidente Luigi Federzoni, la Società geografica italiana ottenne la sua residenza definitiva nella prestigiosa villa Celimontana, dove ancora oggi ha sede ».
In occasione dell'inaugurazione della nuova sede, avvenuta alla presenza del Re e della Regina il 7 giugno 1926, la biblioteca era già considerata « unica in Italia e certamente tra le più importanti d'Europa ».
Attorno al 1932-1933 la biblioteca era di valore inestimabile per gli studiosi, con una consistenza delle raccolte salita a 50.000 tra volumi ed opuscoli, circa 15.000 volumi di periodici geografici, oltre a 4.000 carte geografiche e 200 atlanti tra moderni e antichi, fra i quali vanno citate le edizioni rarissime dell'Ortelio, del Mercatore, del Blaeu, del Sanson, del Giansonio, del Masini.
Con regio decreto del 27 aprile 1936, n. 958, entrava in vigore il nuovo statuto della Società, attraverso il quale il regime fascista controllava pressoché totalmente l'Istituzione, sottoponendo i dirigenti dell'istituzione all'obbligo del giuramento di fedeltà al regime.
Ovviamente gli anni della seconda guerra mondiale videro la forte limitazione dell'attività della biblioteca.
Alla fine degli anni quaranta, nonostante i rallentamenti segnalati, il patrimonio documentario risultava notevolmente accresciuto. 
Nel 1951, il prof. Giotto Dainelli « donava alla Società un'ingente collezione di circa 18.000 negativi fotografici da lui eseguiti in varie parti del mondo e debitamente catalogati ».
Il periodo 1960 - 1970 fu forse il più travagliato nella storia della biblioteca, anzitutto per l'esiguità dei finanziamenti.
Iniziò poi una lunga serie di furti, che mutilarono grandemente alcune delle opere più antiche e pregevoli conservate.
Le nuove accessioni ripresero gradualmente quota a partire dalla fine degli anni ottanta.
Nel 1990 la biblioteca ha aderito al Sistema bibliotecario nazionale.

## Patrimonio
La biblioteca dispone di oltre 400.000 volumi ed opuscoli (tra cui testi antichi, opere a stampa di grandissimo pregio, rari manoscritti di viaggi del XVI, XVII, XVIII e XIX secolo), più di 200.000 carte, oltre 2.000 testate di periodici specialistici e 400.000 fototipi.